# Lector de tarjetas de memoria

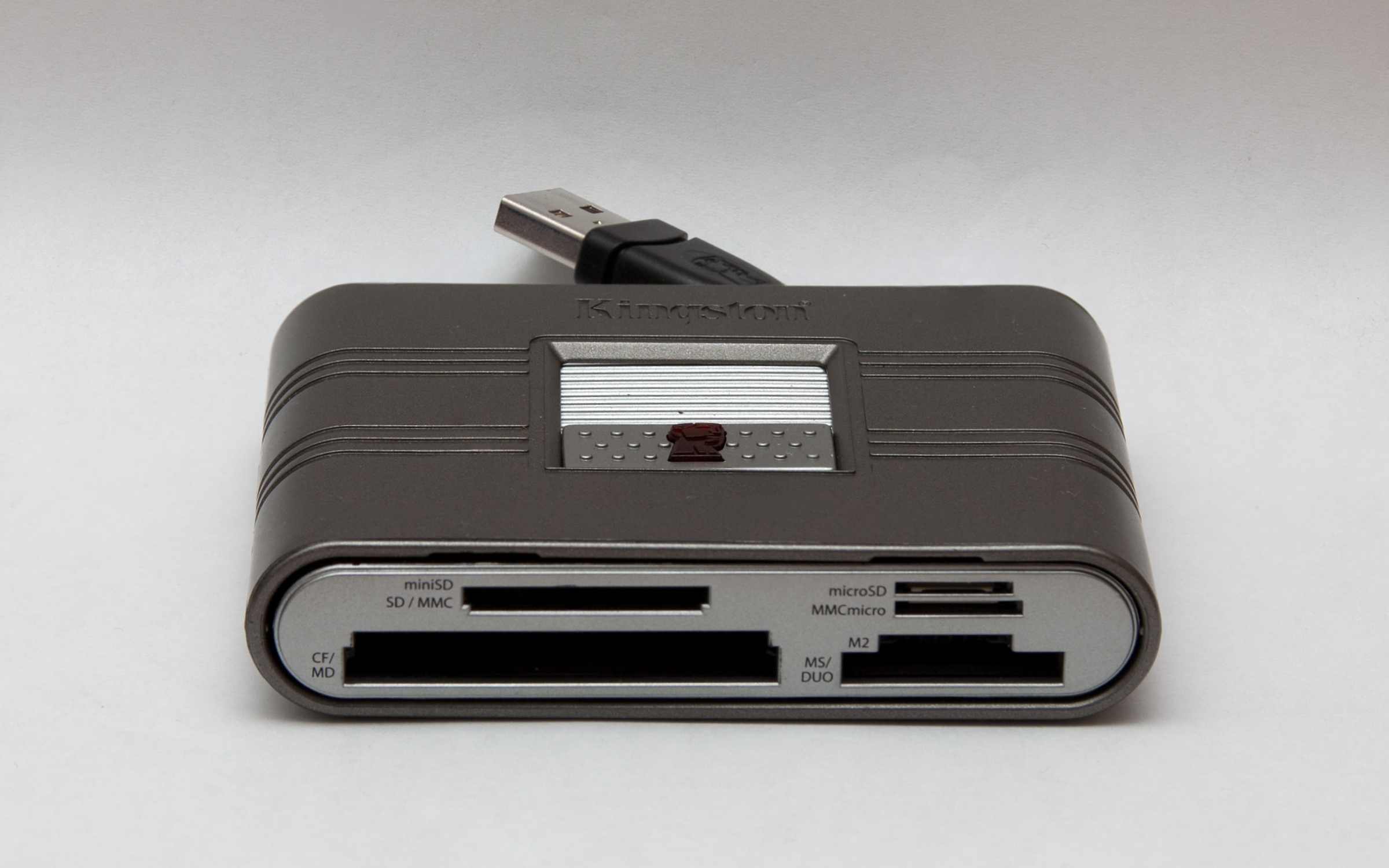
Lector de tarjetas de memoria moderno típico, compatible con muchos formatos comunes.

Un lector de tarjetas de memoria es un dispositivo de almacenamiento de datos para acceder los datos en una tarjeta de memoria, como por ejemplo: CompactFlash (CF), Secure Digital (SD) o MultiMediaCard (MMC). Es un periférico de entrada y salida 
La mayoría de los lectores de tarjetas también ofrecen capacidad de escritura, y junto con la tarjeta, esto puede funcionar como una memoria USB o pendrive.
Algunas impresoras y computadoras personales tienen un lector de tarjetas incorporado.
Un lector de tarjetas múltiple se utiliza para la comunicación con más de un tipo de tarjeta de memoria flash. Los multi-lectores de tarjetas no se han incorporado en la capacidad de memoria, pero son capaces de aceptar varios tipos y estilos de las tarjetas de memoria.
El número de tarjetas de memoria compatibles varía de lector a lector y puede incluir más de veinte tipos diferentes. La cantidad de tarjetas de memoria diferentes que un multi-lector de tarjetas puede aceptar se expresa como "x-en-1", siendo "x" una figura de mérito que indica la cantidad de tipos de tarjetas de memoria aceptadas (por ejemplo: "5-en-1").
Hay tres categorías de lectores de tarjetas, según el tipo y la cantidad de las ranuras para tarjetas:
1. Lector de tarjetas único (por ejemplo 1x SD-solamente),
2. Lector de tarjetas multi (por ejemplo, 9-en-1) y
3. Lector de tarjetas en serie (por ejemplo 4x SD solamente).

Algunos tipos de tarjetas de memoria con sus propias funciones de USB no necesitan el lector de tarjetas, como la tarjeta de memoria Intelligent Stick, que se puede conectar directamente a un puerto USB. La clase de dispositivo USB que utiliza es 0x08.
El moderno UDMA-7, las tarjetas CompactFlash y UHS-I Secure Digital ofrecen velocidades de datos de más de 89 MBytes/seg y hasta 145 MBytes/seg, que requieren lectores de tarjetas de memoria capaces de velocidades de transferencia de datos USB 3.0.

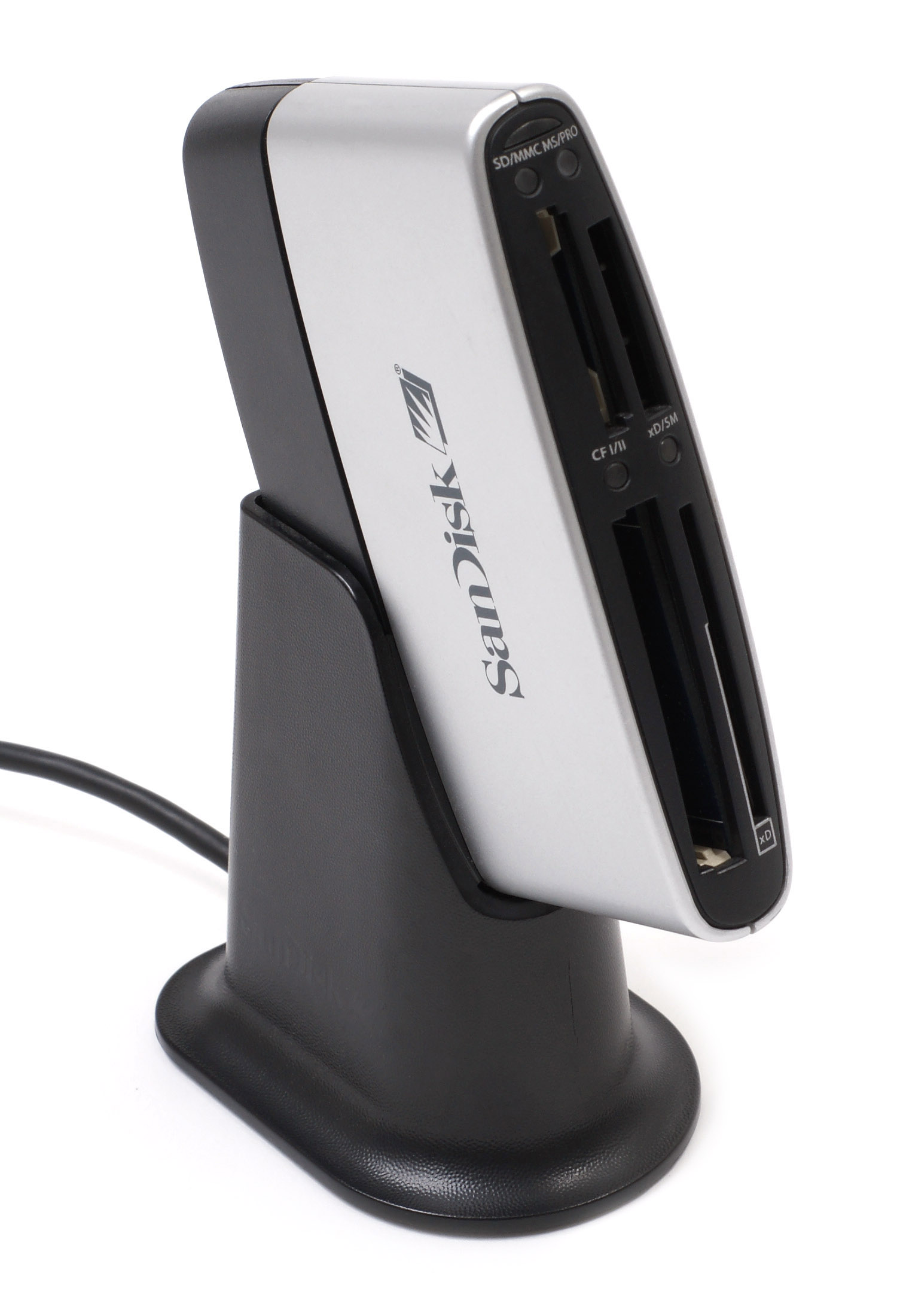
Los lectores de tarjetas USB como este suelen aplicar la clase de dispositivo de almacenamiento masivo USB
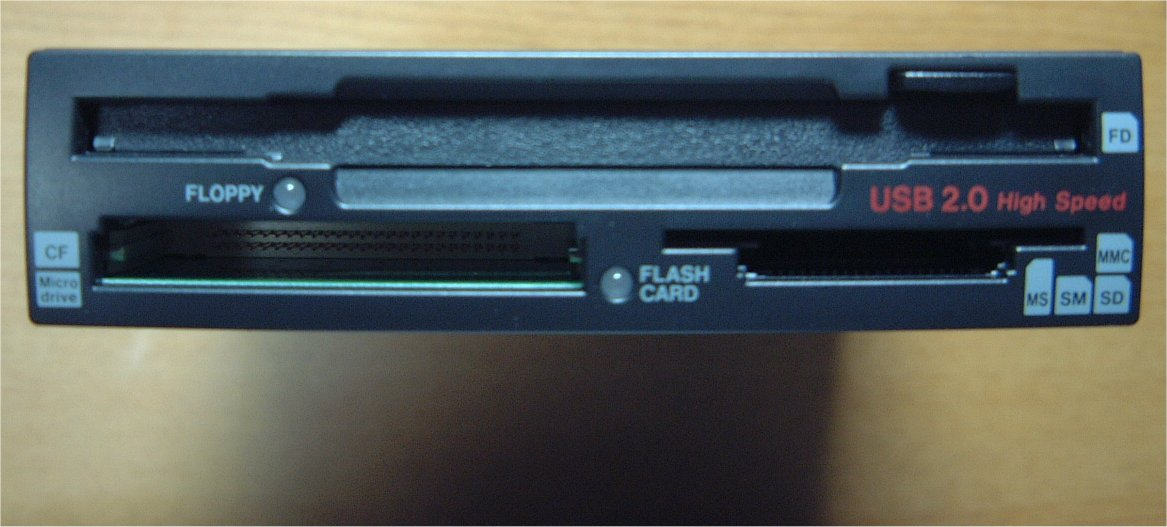
Lector de tarjetas combinado con la disquetera.
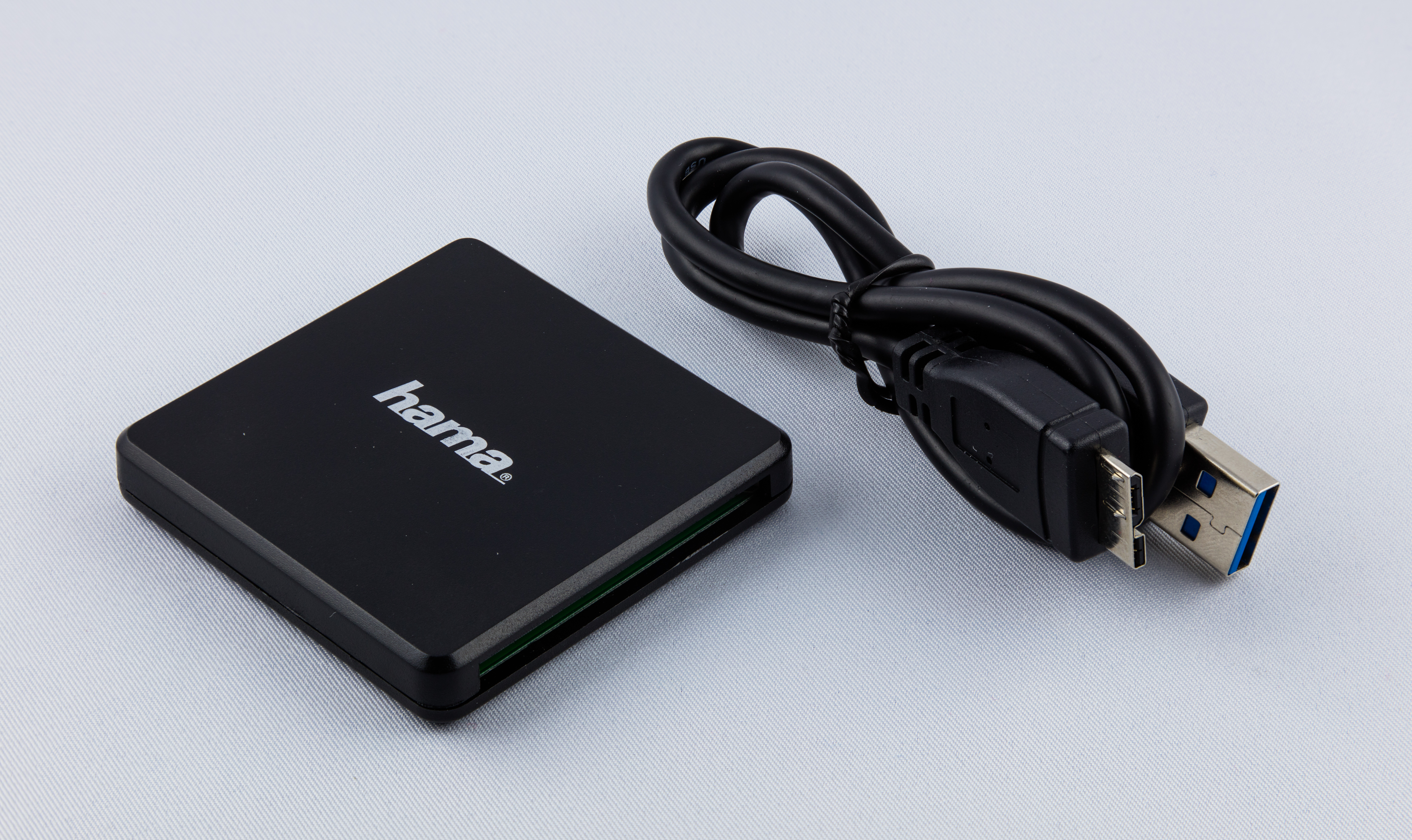
Lector externo de tarjetas Compact USB 3.0.